# MD.45
MD.45 — сайд-проект гитариста/вокалиста Megadeth Дэйва Мастейна, гитариста/вокалиста панк-рок-группы Fear Ли Винга, который выполнял обязанности вокалиста в проекте, басиста Келли Лемье и бывшего барабанщика Suicidal Tendencies Джимми Деграссо. Название группы является производным от инициалов членов группы: M и D от Мастейн и Деграссо, и V и L от Винг и Лемье (исходя из того, что VL является числом 45 в римской системе счисления, что немного ошибочно, поскольку 45 обычно отображается как XLV).
Первым и единственным альбомом группы является диск The Craving, выпущенный в Японии 29 мая 1996 года и 23 июля того же года в остальных странах. Исходя из примечаний к альбому, «The Creed» поначалу была демо-песней Megadeth, которую добавили на переиздании 2004 года, записанную тогдашним составом Megadeth. Спустя почти 10 лет, когда Capitol Records выпускала ремастерированные версии ранних альбомов Megadeth, Дэйв Мастейн решил провести ремастеринг творения MD.45. В ходе ремастеринга было обнаружено, что записи вокала и губной гармошки были утеряны, поэтому Дэйв Мастейн сам спел партии Ли Винга и сымитировал вставки гармошки гитарой.

## Дискография
- 1996 — The Craving
- 2004 — The Craving (Remastered)